# Tesoro degli Cnidi
Il Tesoro degli Cnidi era un edificio del santuario di Apollo a Delfi.
Il tesoro era del tardo periodo arcaico ma c'era anche un edificio del tardo periodo classico, chiamato "Lesche", una specie di club per incontri sociali sempre della polis di Cnido.

## Descrizione

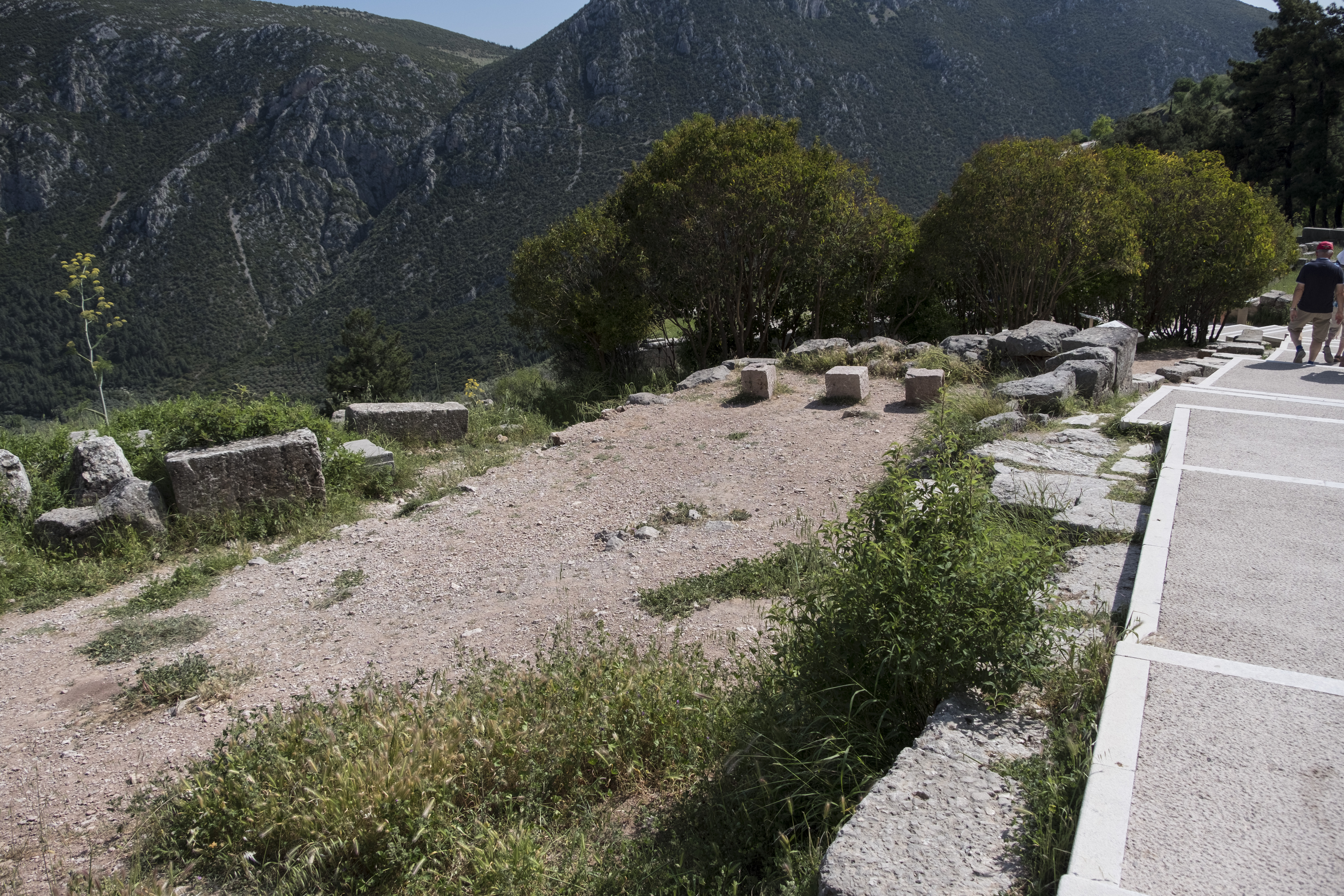
I resti dell'edificio

I resti del Tesoro degli Cnidi sono situati proprio accanto alla Via Sacra vicino al Tesoro dei Sifni a cui somigliano, ad eccezione delle dimensioni che sono più piccole.
Era un edificio di marmo, eretto prima che Cnido fosse conquistata dai Persiani nel 544 a.C. Le sue caratteristiche ricordano la metà del VI secolo a.C. Il tesoro fu costruito su ordine ionico, prostilo, ma non ci sono molte informazioni sul piano esatto della sua elevazione e del tetto. È possibile che ci fossero delle korai (cariatidi) sulla facciata invece delle semplici colonne. All'epoca del Grande Scavo si pensava che i fregi e la decorazione scolpita del Tesoro dei Sifni in realtà provenissero dal Tesoro degli Cnidi, un'interpretazione errata che portò gli archeologi a sovrastimare il suo valore artistico ed estetico. Pausania descrisse il monumento, ma fu sconcertato dalla sua iscrizione sull'architrave: quello che non notò fu che era scritto "bustrofedico", cioè da sinistra a destra e da destra a sinistra. L'iscrizione porta una dedica dell'edificio all'Apollo Pitico. Oltre all'iscrizione principale, le sue mura e ante recano circa sessanta iscrizioni, per lo più decreti onorari e atti di manomissione, così come due decreti a carattere fiscale, abbastanza illuminanti sulle finanze del tempo. Cnido non aveva dedicato solo questo tesoro, ma anche le famose Lesche, decorate con dipinti del famoso pittore antico Polignoto, ma in una data molto successiva.